# Lithobates macroglossa
Lithobates macroglossa är en groddjursart som först beskrevs av Brocchi 1877.  Lithobates macroglossa ingår i släktet Lithobates och familjen egentliga grodor. IUCN kategoriserar arten globalt som sårbar. Inga underarter finns listade i Catalogue of Life.